# Regard des Maussins
Le regard des Maussins (ou Maussains, Moxins, Mauxins, Mossins) est un regard — c'est-à-dire un dispositif maçonné permettant d'inspecter une canalisation — situé à Paris, en France.

## Localisation
Le regard est situé dans le 19e arrondissement de Paris, à l'angle du boulevard Sérurier et de l'avenue de la Porte-des-Lilas.
Ce site est desservi par la station de métro Porte des Lilas.

## Description
Le regard des Maussins est un édifice en pierre, de plan rectangulaire, avec un toit en pavillon en pierre.

## Historique
Le regard est construit au Moyen Âge dans le cadre des aménagements hydrauliques des Eaux du Pré-Saint-Gervais, permettant d'acheminer les sources de la colline des Lilas vers le prieuré Saint-Lazare, à Paris. Il est rénové au XVIIIe siècle.
L'édifice est classé au titre des monuments historiques en 1899. Originellement sur la commune du Pré-Saint-Gervais, 350 m plus au nord, il est transféré à son emplacement actuel en 1963, lors des travaux du boulevard périphérique qui permirent la réalisation du réservoir des Lilas.

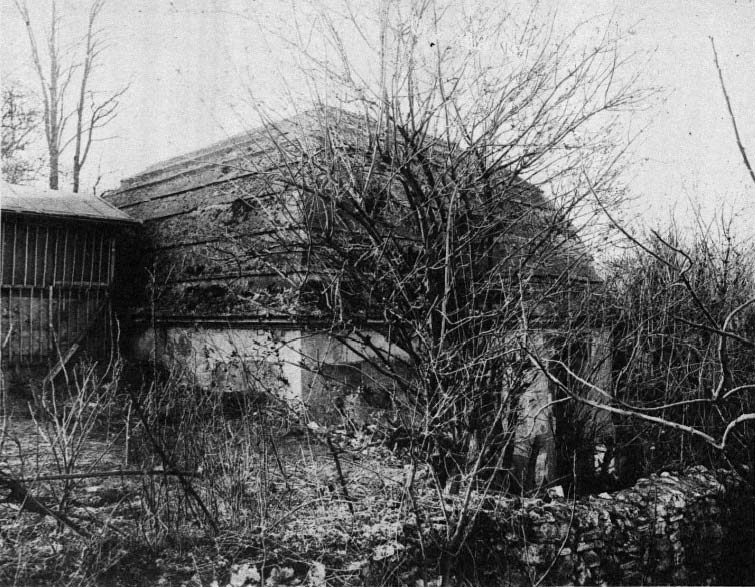
Le regard historique au Pré-Saint-Gervais
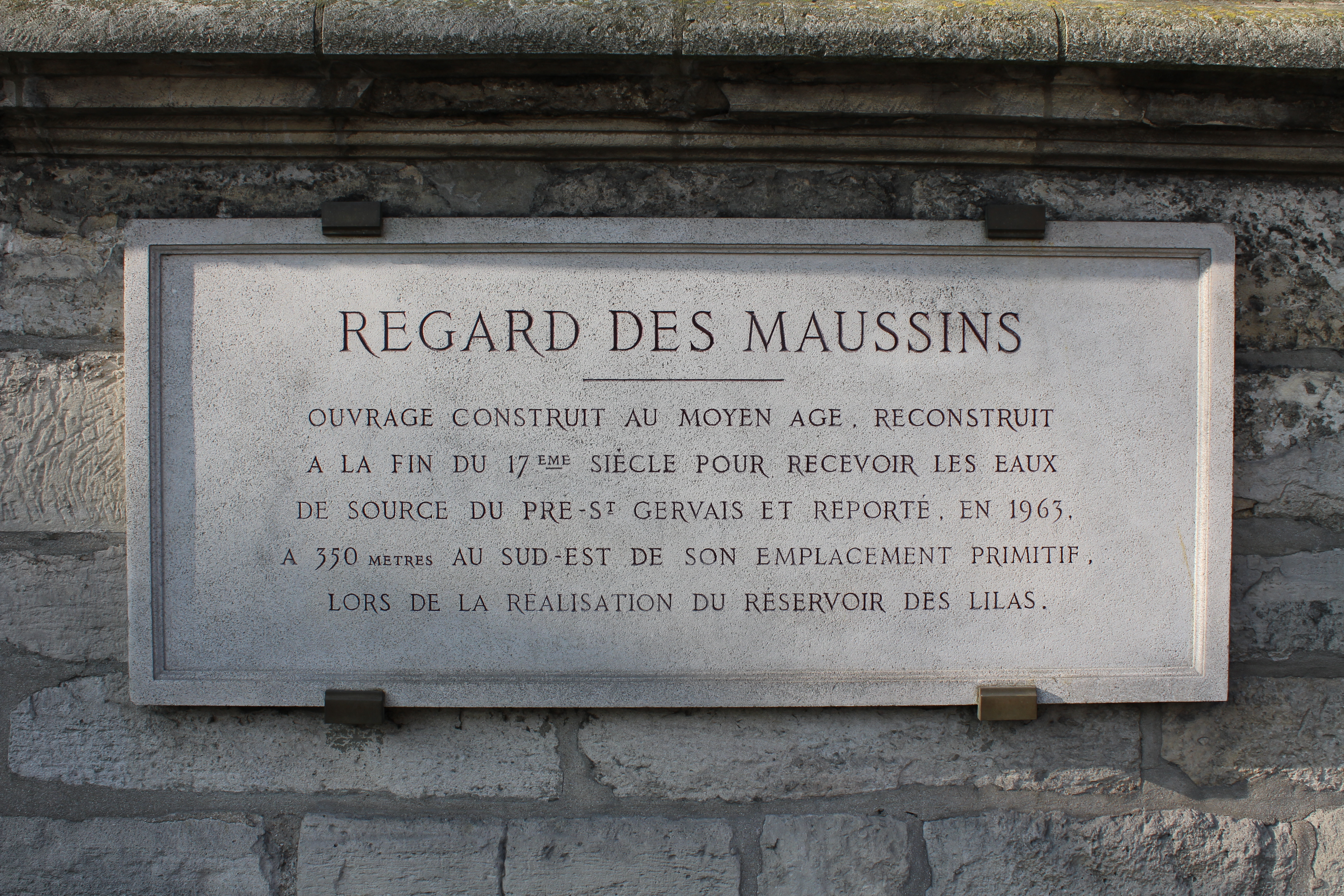
Plaque commémorative apposée sur l'édifice